# Чиказький саміт НАТО 2012
Чика́зький са́міт НА́ТО 2012 — засідання глав держав і глав урядів Організації Північноатлантичного договору, яке проходило в Чикаго (штат Іллінойс, США) 20 і 21 травня 2012 року. Це був перший саміт НАТО в США, який проводився за межами Вашингтона. Спочатку дата саміту була призначена так, щоб провести його відразу після саміту G8 в Чикаго, але саміт G8 пізніше був перенесений до Кемп-Девіда.

## Основні теми і результати

### Війна в Афганістані
Лідери країн-членів НАТО схвалили стратегію виходу з війни в Афганістані у рішенні від 21 травня 2012 року і заявили про свої довгострокові зобов'язання перед Афганістаном. Згідно зі стратегією, натовські сили МССБ мали передати командування над усіма бойовими місіями афганським силам до середини 2013 року, в той час як роль НАТО мала перейти від військової до підтримуючої, а саме до консультування, навчання і надання допомоги афганським силам безпеки. НАТО мало вивести більшість з 130 тисяч іноземних військ до кінця грудня 2014 року. Після цього нова інша місія НАТО консультуватиме, навчатиме і допомагатиме афганським силам безпеки, в тому числі афганським силам спеціальних операцій. Темпи виведення військ мали визначатися кожною країною окремо, але бути узгоджені з коаліцією.
AFP повідомляло, що держави з контингентом в Афганістані перерахують близько 1 млрд доларів для фінансування афганських сил безпеки після 2014 року, причому більша частина коштів надійде від США. У той же час «Лос-Анджелес Таймс» з посиланням на прем'єр-міністра Великої Британії Девіда Кемерона повідомило, що Австралія, Данія, Німеччина, Італія, Нідерланди, Естонія та інші країни зобов'язалися перерахувати разом «майже» 1 млрд доларів. Однак вже у червні 2012 року засоби масової інформації, такі як The Globe and Mail, The Herald Sun, Al Jazeera English, «Вашингтон пост», Shanghai Daily і BBC News Online, повідомили, що на саміті в Чикаго було погоджено допомогу обсягом 4,1 млрд доларів — для фінансування тренування, екіпірування та фінансової підтримки сил безпеки Афганістану після 2014 року.

### Розумна оборона
Як наслідок скорочення оборонних бюджетів лідери НАТО погодилися розподілити витрати на озброєння та техніку в рамках ініціативи так званої «розумної оборони». Лідери НАТО схвалили 20 проектів для реалізації цієї ініціативи. Ці проекти охоплюють фінансування дистанційно керованих роботів, використовуваних для очищення доріг від саморобних бомб та мін, створення пулу морських патрульних літаків з низки країн, створення спільного управління боєприпасами для покупки і зберігання боєприпасів, технічне обслуговування бронетехніки, спільне користування медичними установами, спільне використання палива, співробітництво в галузі використання розвідувальних літаків зі спільною підготовкою фахівців розвідки і придбання роздвідувальних дронів Global Hawk, що використовує НАТО від імені всіх її держав-членів. «Разом ми зможемо підтримувати НАТО для здатності реагувати на безпекові виклики завтрашнього дня, тому що жодна країна, жоден континент не може впоратися з ними поодинці», — заявив генеральний секретар НАТО Андерс Фог Расмуссен перед дискусією про скорочення бюджету. «Ми можемо знайти спільні вирішення спільних проблем». Расмуссен пояснив принцип ініціативи «розумної оборони» як те, що в період скорочення бюджету військові повинні робити більше з меншими затратами у зв'язку з тим, що члени НАТО повинні економити гроші в час Великої рецесії.
Ініціатива Андерса Фог Расмуссена «Розумна оборона», яка виступає за «об'єднання і спільне використання ресурсів, створення кращих пріоритетів та заохочення країн спеціалізуватися в речах, яких вони найкращі», була інспірована заявою міністра оборони США Роберта Гейтса в червні 2011 року, в якій він сказав, що НАТО зіткнулася з «реальною можливістю тьмяного, якщо не похмурого майбутнього» через постійне недофінансування оборонних апаратів в Європі. Тільки чотири європейські країни — Велика Британія, Франція, Албанія і Греція — взяли на себе зобов'язання виділяти два відсотки свого ВВП на оборону, як це узгоджено в альянсі. США, які фінансують операційний бюджет НАТО на три чверті, зазнають серйозних бюджетних проблем, одночасно змінюючи баланс військових зобов'язань в бік Тихого океану, напружуючи атлантичний альянс. «Поточні прогнози показують, що оборонний бюджет США буде скорочений на 487 мільярдів доларів у найближчому десятилітті, а інше скорочення на половину трильйона можливе залежно від результату вельми напружених переговорів по майбутньому скороченню федерального дефіциту».
«Розумна оборона» покликана зробити Європу більш відповідальною за європейську безпеку і європейську периферію, по мірі того, як військові США виходять з континенту. Операція НАТО в Лівії може стати моделлю для такої взаємодії: «Сполучені Штати робитимуть те, що повинні — відігравати ролі і надавати можливості росту, які тільки вони можуть забезпечити — а Європа буде нести іншу частину тягаря операцій, які є більш у її власних інтересах, ніж Сполучених Штатів». Оскільки Європа не відчуває екзистенціальної загрози, як це було за часів Холодної війни, перевага американських активів у військових кампаніях, які не підпадають під статтю 5, буде зменшуватися.
«Розумна оборона» викликала багато скептицизму. Франсуа Ейсбур, голова Міжнародного інституту стратегічних досліджень (IISS) і Женевського центру безпекової політики, заявив, що уряди зазвичай більш схильні обирати «робочі місця в оборонних підприємствах вдома, ніж військову логіку» об'єднання ресурсів. Колишній посол НАТО і професор Гарвардського інституту Кеннеді Ніколас Бернс визнав структурні проблеми, що стоять перед НАТО, але, тим не менш зберіг оптимізм, заявивши: «Інвестиції в альянс, що значною мірою денаціоналізовує оборону і стримує або розв'язує старі суперечки шляхом сімейних сварок за кухонним столом НАТО, надають чудовий прибуток».

### Протиракетна оборона
Під час Лісабонського саміту 2010 члени НАТО домовилися про створення системи протиракетної оборони, яка має охопити всі держави-члени в Європі, а також США і Канаду. У Чикаго лідери НАТО заявили, що ця система досягла проміжного потенціалу. Проміжний потенціал означає, що основні можливості командного пункту були перевірені і його облаштовано у штаб-квартирі Об'єднаного командування ВПС НАТО в Рамштайні (Німеччина), в той час як союзники по НАТО надали датчики і перехоплювачі для підключення до системи. Це також означає, що американські кораблі з перехоплювачами ракет в Середземному морі і радарна система в Туреччині були передані під командування НАТО на німецькій базі. «Наша система з'єднає разом активи ПРО різних союзників — супутники, кораблі, радари та перехоплювачі — під управлінням і контролем НАТО. Це дозволить нам захищатися від загроз, що походять із-за меж євроатлантичного регіону», — заявив генеральний секретар НАТО Андерс Фог Расмуссен.
Система протиракетної оборони НАТО, як очікується, буде мати обмежені можливості до 2015 року, а повністю почне функціонувати — до 2018 року. Довгострокова мета НАТО полягає в об'єднанні активів ПРО, що надаються окремими союзниками, в струнку систему оборони, так що буде забезпечено повне охоплення і захист усього населення, територій і збройних сил НАТО в Європі від загроз, що виникають від поширення балістичних ракет. Ця мета, як очікується, буде реалізована десь між кінцем 2010-х років і початком 2020-х років. З цією метою Іспанія прийме чотири американські військові кораблі з системою «Іджис» у своєму порту в Роті, в той час як Польща та Румунія погодилися в найближчі роки розмістити американські ракети SM-3 на суші.

## Безпека під час саміту

### Поліцейські сили

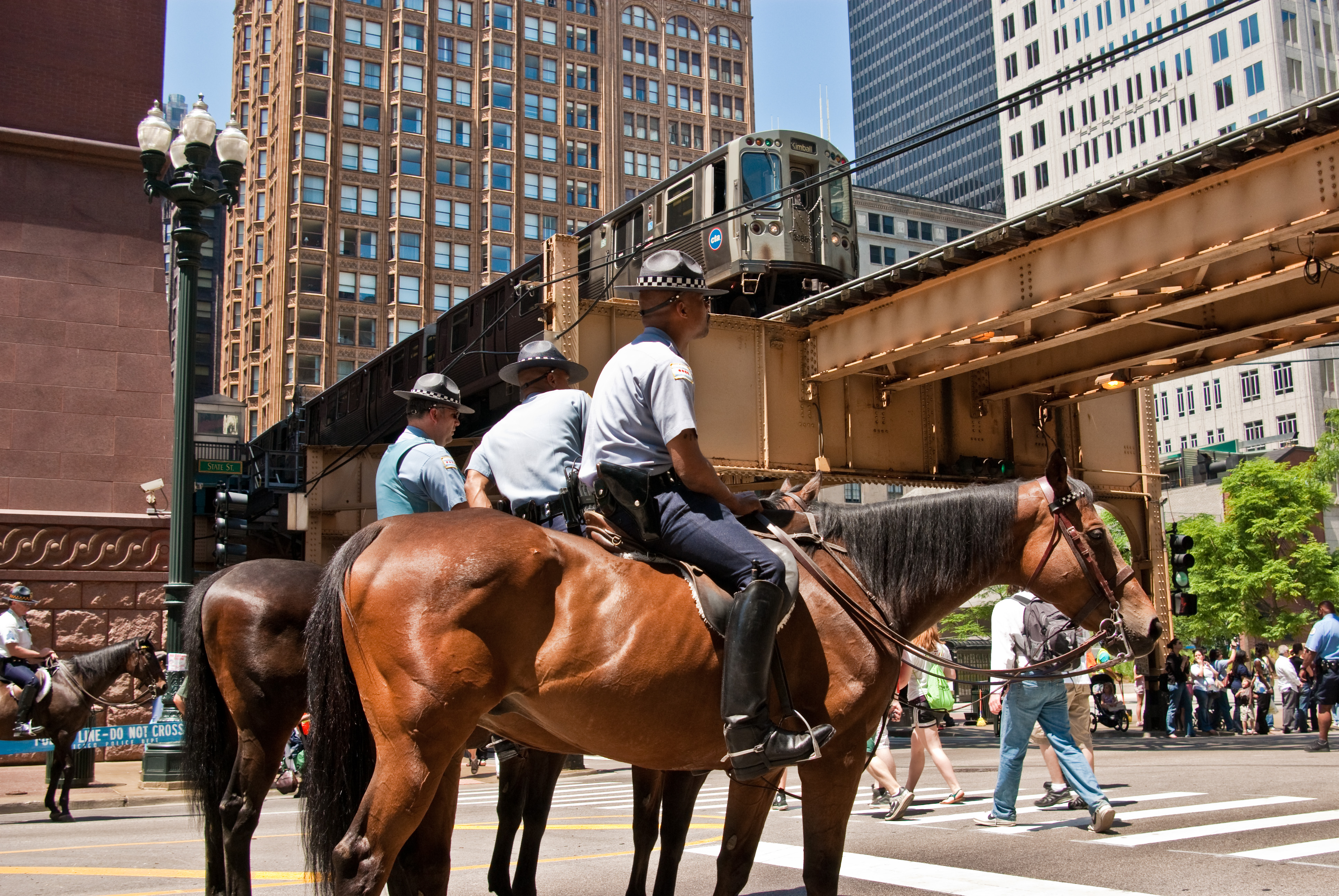
Чиказька кінна поліція (2010)

Міністерство національної безпеки США надало саміту статус національної події, що вимагає спеціальної безпеки (NSSE). При такому статусі правозастосування передається в компетенцію Секретної служби США. Керівний комітет NSSE, до якого також були включені представники поліцейського департаменту Чикаго і який мав 24 підкомітети, почав збиратися в жовтні 2011 року.
Місцеві сили безпеки проходили підготовку у іллінойській компанії Controlled F.O.R.C.E., яка спеціалізується на нейтралізації натовпів при необхідності. Поліція проходила підготовку з «Mechanical Advantage Control Holds», а також з використання тазерів.
Місто підписало контракт на 193 461 доларів на придбання нових захисних масок, які надягаються поверх протигазів, та щитів, призначених для захисту поліцейських від рідин. Департамент поліції Чикаго підготував захисне спорядження для свого кінного підрозділу, зокрема броню для коней, а також провів «тренування з контролю перед натовпом».

### Нові правила в Чикаго
Мер Чикаго, Рам Емануель, запропонував і затвердив нові постанови. Ці постанови залишились в силі після завершення саміту. Нові заходи включають в себе:
- Дозвіл меру купувати і встановлювати камери спостереження по всьому місту[44][45].
- Обмеження на громадську діяльність, у тому числі на посилений звук і ранкові зібрання[46].
- Обмеження на паради, включаючи вимогу купити страховий поліс на суму 1 мільйон доларів і зареєструвати кожен знак або банер, який триматиме більш ніж одна людина[47].
- Дозвіл суперінтенданту поліції Чикаго заміщати багато різних типів співробітників інших правоохоронних органів, якщо це стає необхідним[45].

Ці нові постанови викликали протести з боку Американського союзу захисту громадської свободи, Міжнародної амністії та руху Occupy (зокрема Occupy Chicago). У той же час деякі місцеві підприємці попросили краще забезпечити безпеку для точок роздрібної торгівлі.

## Витрати на саміт
У лютому 2013 року Служба генерального інспектора Чикаго опублікувала звіт про витрати коштів на організацію саміту. Усього місто витратило 27,4 мільйона доларів. З них майже 19 мільйонів доларів було витрачено на оплату понаднормової роботи співробітників міської адміністрації та близько 690 тисяч доларів було компенсовано трьом муніципалітетам за роботу працівників поліції. Згідно зі звітом, для покриття витрат на саміт місто використало кошти з 8 державних джерел, в тому числі 7 федеральних грантів, на додаток до 7 мільйонів доларів, наданих Приймаючим комітетом НАТО.

## Присутні лідери

### Держави-члени
| - Албанія — прем'єр-міністр Салі Беріша - Бельгія — прем'єр-міністр Еліо ді Рупо - Болгарія — президент Росен Плевнелієв - Велика Британія — прем'єр-міністр Девід Камерон - Греція — міністр закордонних справ Петрос Молівьятіс - Данія — прем'єр-міністр Гелле Торнінг-Шмідт - Естонія — прем'єр-міністр Андрус Ансип - Ісландія — прем'єр-міністр Йоганна Сігурдардоттір - Іспанія — прем'єр-міністр Маріано Рахой - Італія — прем'єр-міністр Маріо Монті - Канада — прем'єр-міністр Стівен Гарпер - Латвія — президент Андріс Берзіньш - Литва — президент Даля Грибаускайте - Люксембург — прем'єр-міністр Жан-Клод Юнкер | - Нідерланди — прем'єр-міністр Марк Рютте - Німеччина — канцлер Ангела Меркель - Норвегія — прем'єр-міністр Єнс Столтенберг - Польща — президент Броніслав Коморовський - Португалія — прем'єр-міністр Педру Пасуш Коелью - Румунія — президент Траян Бесеску - Словаччина — президент Іван Гашпарович - Словенія — прем'єр-міністр Янез Янша - США — президент США Барак Обама - Туреччина — президент Абдулла Гюль - Угорщина — прем'єр-міністр Віктор Орбан - Франція — президент Франсуа Олланд - Хорватія — прем'єр-міністр Зоран Міланович - Чехія — президент Вацлав Клаус - НАТО — генеральний секретар Андерс Фог Расмуссен |

### Держави і організації, які не є членами
| - Австралія — прем'єр-міністр Джулія Гіллард - Австрія — президент Гайнц Фішер - Азербайджан — президент Ільхам Алієв - Афганістан — президент Хамід Карзай - Бахрейн — прем'єр-міністр шейх Халіфа ібн Салман аль-Халіфа - Боснія і Герцеговина — співголови Бакір Ізетбегович, Желько Комшич і Небойша Радманович - Вірменія — президент Серж Саргсян - Грузія — президент Міхеїл Саакашвілі - Європейський Союз — президент Герман Ван Ромпей - Ірландія — прем'єр-міністр Енда Кенні - Йорданія — прем'єр-міністр Фаїз аль-Таравне - Казахстан — президент Нурсултан Назарбаєв - Катар — прем'єр-міністр Хамад бін Джассим бін Джабер Аль Тані - Киргизстан — президент Алмазбек Атамбаєв - Македонія — прем'єр-міністр Нікола Груєвскі - Малайзія — прем'єр-міністр Наджиб Разак - Марокко — міністр закордонних справ Саадеддін Ель Отмані - Монголія — президент Елбегдорж Цахіагійн | - Нова Зеландія — прем'єр-міністр Джон Кі - ООН — генеральний секретар Пан Ґі Мун - Об'єднані Арабські Емірати — президент Халіфа бін Заїд аль Нахайян - Пакистан — президент Асіф Алі Зардарі - Південна Корея — президент Лі Мьон Бак - Сальвадор — президент Маурісіо Фунес - Сингапур — прем'єр-міністр Лі Сянь Лун - Таджикистан — президент Емомалі Рахмон - Тонга — прем'єр-міністр Сіалеатаонга Туівакано - Туркменістан — президент Гурбангули Бердимухамедов - Узбекистан — президент Іслам Карімов - Україна — президент Віктор Янукович - Фінляндія — президент Саулі Нійністе - Чорногорія — прем'єр-міністр Ігор Лукшич - Швейцарія — представник Федеральної ради Швейцарії - Швеція — прем'єр-міністр Фредрік Райнфельдт - Японія — прем'єр-міністр Йосіхіко Нода |